# Emil Kendżesarijew
Emil Rinatowicz Kendżesarijew (ur. 26 marca 1987 w Biszkeku) – kirgiski piłkarz grający na pozycji obrońcy.

## Kariera klubowa
Kendżesarijew profesjonalną karierę rozpoczął w klubie Abdysz-Ata Kant, jednak już w wieku 18 lat wyjechał do Kazachstanu. Najpierw przez pół roku występował w FK Ałmaty, kolejne dwa sezony spędził w FK Astana, a na początku 2008 roku trafił do FK Aktöbe. Po czterech latach zdecydował się na wyjazd do Uzbekistanu, do Bunyodkor Taszkent, po zaledwie kilku miesiącach wrócił jednak do FK Aktöbe.

## Kariera reprezentacyjna
W reprezentacji Kirgistanu zadebiutował w 2004 roku.

## Wydarzenia pozaboiskowe
W nocy z 10 na 11 sierpnia 2013 roku Kendżesarijew trafił do szpitala po tym, jak został napadnięty i zraniony w Ałmaty. Przeszedł dwie ciężkie operacje, przebywał w stanie śpiączki, wrócił jednak do uprawiania sportu. Sprawcy zostali ujęci.

## Sukcesy
Astana
- Mistrzostwo Kazachstanu: 2006

Aktobe
- Mistrzostwo Kazachstanu: 2008, 2009, 2013
- Puchar Kazachstanu: 2008